# Frédéric VIII de Zollern
 (septembre 2010).
Si vous disposez d'ouvrages ou d'articles de référence ou si vous connaissez des sites web de qualité traitant du thème abordé ici, merci de compléter l'article en donnant les références utiles à sa vérifiabilité et en les liant à la section « Notes et références ».
Frédéric VIII de Zollern (en allemand Friedrich VIII von Zollern), décédé en 1333, fut comte de Zollern de 1309 à sa mort.
Frédéric VIII de Zollern fut le plus jeune fils de Frédéric VI de Zollern. En 1309, il succéda à son frère aîné Frédéric VII de Zollern.

## Famille
Fils de Frédéric VI de Zollern et de Cunégonde de  Bade.

### Mariage et descendance
Le nom de son épouse est inconnue mais il eut quatre enfants :
- Friztli II de Zollern-Zollern (†1339), comte de Zollern-Zollern

- Frédéric IX de Hohenzollern (†1349), comte de Zollern-Zollern

- Frédéric de Zollern-Zollern (†1368), chanoine de Strasbourg, (1333), ayant abandonné l'habit religieux, en 1343, il épousa Marguerite de Hohenberg-Wildberg (fille de Bouchard V de Hohenberg-Wildberg), (Maison de Hohenzollern), (cinq enfants)

- Frédéric de Zollern-Zollern (†1368)[2].

Frédéric VIII de Zollern succéda à son frère Frédéric VII de Zollern en 1309.

## Généalogie
Frédéric VIII de Zollern appartient à la quatrième branche (lignée de Hohenzollern-Hechingen) issue de la première branche de la Maison de Hohenzollern. Frédéric VIII de Zollern est l'ascendant de Michel Ier de Roumanie. Cette quatrième lignée s'éteignit en 1869 à la mort de Frédéric Guillaume de Hohenzollern-Hechingen.